# محمد مهدي حسن الطباطبائي
السيد محمد مهدي بن حسن بن محمد تقي آل بحر العلوم الطباطبائي هو فقيه، ولد في كربلاء سنة 1867 وتوفي سنة 1933.
عرف باسم مرزة كجك الصغير تميزا عن جده الأعلى آية الله محمد مهدي بحر العلوم.
اختير في العهد العثماني عضوا في مجلس كربلاء، وعين بعد الاحتلال البريطاني مديرا لأوقاف كربلاء، كما شغل منصب وزير المعارف والصحة العمومية للفترة 22 شباط 1921 حتى 23 آب 1921.
اعتزل السياسة بعد ذلك حتى توفي في كربلاء سنة 1933.